# Cratere Balmer
Balmer è un grande cratere lunare di 136,3 km situato nella parte sud-orientale della faccia visibile della Luna.
Il cratere è dedicato al matematico svizzero Johann Jakob Balmer.

## Crateri correlati
Alcuni crateri minori situati in prossimità di Balmer sono convenzionalmente identificati, sulle mappe lunari, attraverso una lettera associata al nome.
| Balmer | Coordinate            | Diametro (in km) |
| ------ | --------------------- | ---------------- |
| M      | 20°45′36″S 71°33′00″E | 6,55             |
| N      | 19°55′12″S 69°49′12″E | 8,47             |
| P      | 20°28′48″S 67°34′48″E | 15,25            |
| Q      | 18°41′24″S 70°30′00″E | 7,98             |
| R      | 18°42′36″S 69°08′24″E | 5,72             |
| S      | 18°34′12″S 67°37′48″E | 6,53             |